# Vĩnh Lộc (An Giang)
Vĩnh Lộc is een xã in het district An Phú, een van de districten in de Vietnamese provincie An Giang in de Mekong-delta. Vĩnh Lộc ligt op de oostelijke oever van de Hậu, even ten zuiden van Phước Hưng.